# Agnewia tritoniformis
Agnewia tritoniformis är en snäckart som först beskrevs av Henri Marie Ducrotay de Blainville 1833.  Agnewia tritoniformis ingår i släktet Agnewia och familjen purpursnäckor. Inga underarter finns listade i Catalogue of Life.